# Paracorophium brisbanensis
Paracorophium brisbanensis är en kräftdjursart som beskrevs av Chapman 2002. Paracorophium brisbanensis ingår i släktet Paracorophium och familjen Corophiidae. Inga underarter finns listade i Catalogue of Life.